# Kaley Cuoco
Kaley Christine Cuoco  (n. 30 noiembrie 1985, Camarillo⁠(d), California, SUA) este o actriță și producătoare americană. Cele mai cunoscute roluri ale ei sunt Bridget Hennessy din sitcomul 8 Simple Rules, Brandy Harrington în Brandy & Mr. Whiskers, Billie Jenkins în serialul Charmed și Penny din sitcomul Teoria Big Bang.

## Copilăria
Cuoco s-a născut în Camarillo, California,, tatăl ei este Gary Carmine Cuoco, de profesie broker, iar mama, Layne Ann Wingate, casnică. Ea are o soră mai mică, Briana. A terminat liceul la 16 ani. Are mai multe animale de companie, incluzând un Jack Russell Terrier numit Raquel.

## Cariera
Cuoco a început să joace la vârsta de 6 ani. Primul rol major l-a avut în filmul din 1992  Quicksand: No Escape. Rolul ei ca Maureen McCormick din filmul Growing Up Brady (2000) a atras mai multă atenție asupra sa aducându-i un roll în sitcomul Ladies Man. În 2004, pe lângă rolul din 8 Simple Rules unde a jucat o adolescentă, ea avut roluri importante în miniseria 10.5, filmul Crimes of Fashion și în filmul independent Debating Robert Lee. În 2000 ea a apărut în filmul Disney, Alley Cats Strike.
Cuoco s-a plasat pe locul 78 în topul „Cele mai sexy 100 de femei” din 2005 realizat de revista FHM. Mai târziu, în 2004, ea a interpretat vocea lui Brandy Harrington din serialul Disney Brandy and Mr. Whiskers.

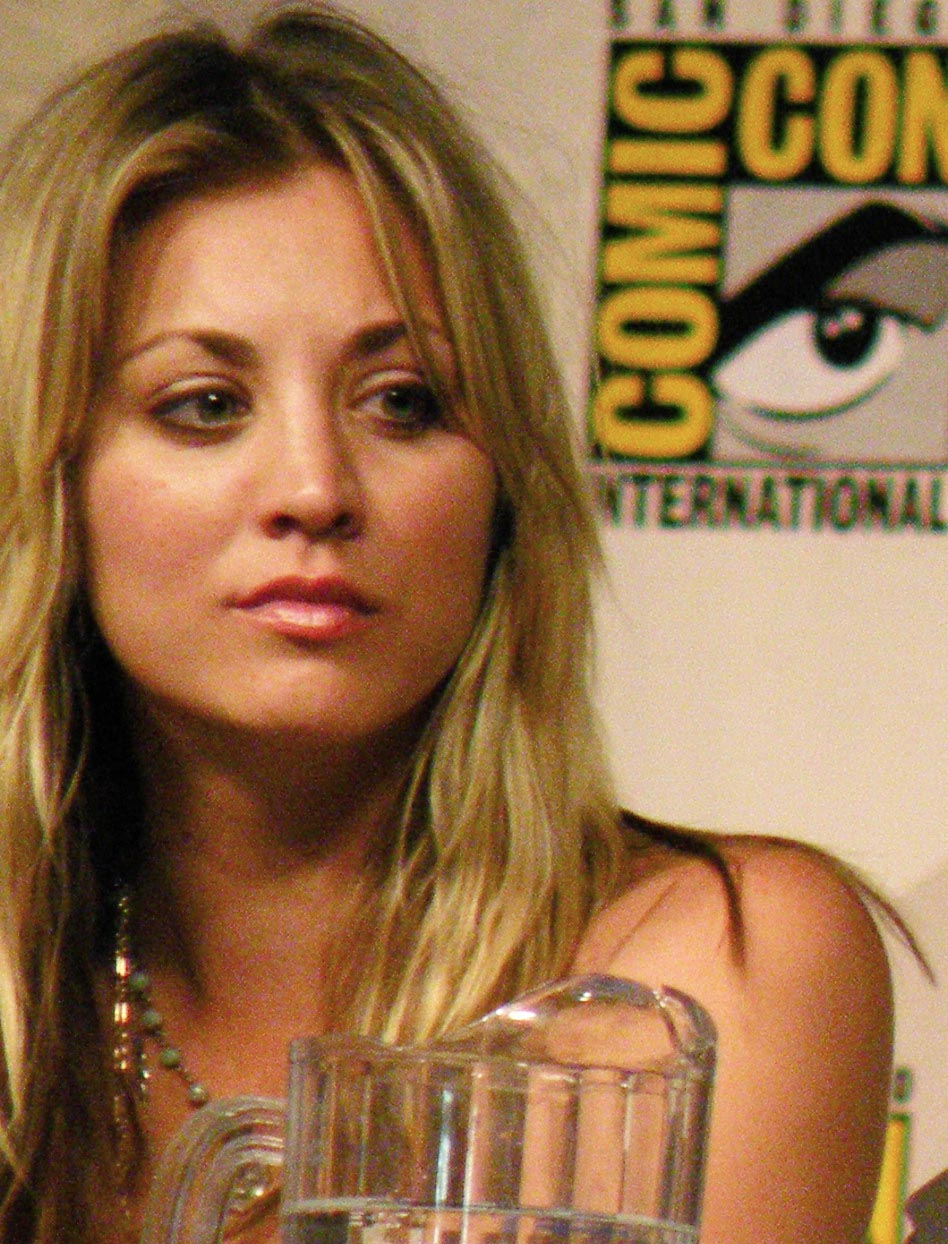
Kaley Cuoco la San Diego Comic-Con 2009

Cuoco a jucat rolul lui Bridget Hennessy în sitcomul american 8 Simple Rules. Bridget era cel mai bătrân copil, deși era cu 6 ani mai tânără decât actrița care o interpreta pe sora mai mică (Amy Davidson), și era considerată „cea mai frumoasă fată din școală”.
Ea a apărut în al optulea sezon al serialului Charmed interpretând-o pe Billie Jenkins. În 2004, Cuoco a jucat în filmul The Hollow alături de starurile Nick Carter și Kevin Zegers.
În septembrie 2007, Cuoco a început să joace în sitcomul de pe CBS, Teoria Big Bang. Ea o interpretează pe Penny, o frumoasă lucrătoare de la Fabrica de Plăcinte cu brânză ce se mută visavis de doi tocilari, Sheldon (Jim Parsons) și Leonard (Johnny Galecki).
Cuoco a mai apărut în filmul To Be Fat Like Me de pe televiziunea americană Lifetime TV ce a avut premiera pe 8 ianuarie 2007.  De asemenea, ea a avut un rol minor în episoadele „The Message” și „Chicago” din serialul Prison Break.

## Viața personală
În prezent, Cuoco locuiește în San Fernando Valley, California, cu cățeii săi German Shepherd numit Duke și Chihuahua-Dachshund numit Petey. Îi place să călărească, să facă kickboxing, să joace bowling, să cânte la tobe și să joace tenis de masă. În show-ul Ellen, ea i-a dăruit lui Ellen o paletă de tenis de masă semnată de actorii serialului Teoria Big Bang. Ea a fost o jucătoare amatoare de tenis, ajungând cunoscută la nivel național, joc pe care l-a început încă de la vârsta de trei ani, până când s-a apucat serios de actorie în 2002 în 8 Simple Rules.

## Filmografie

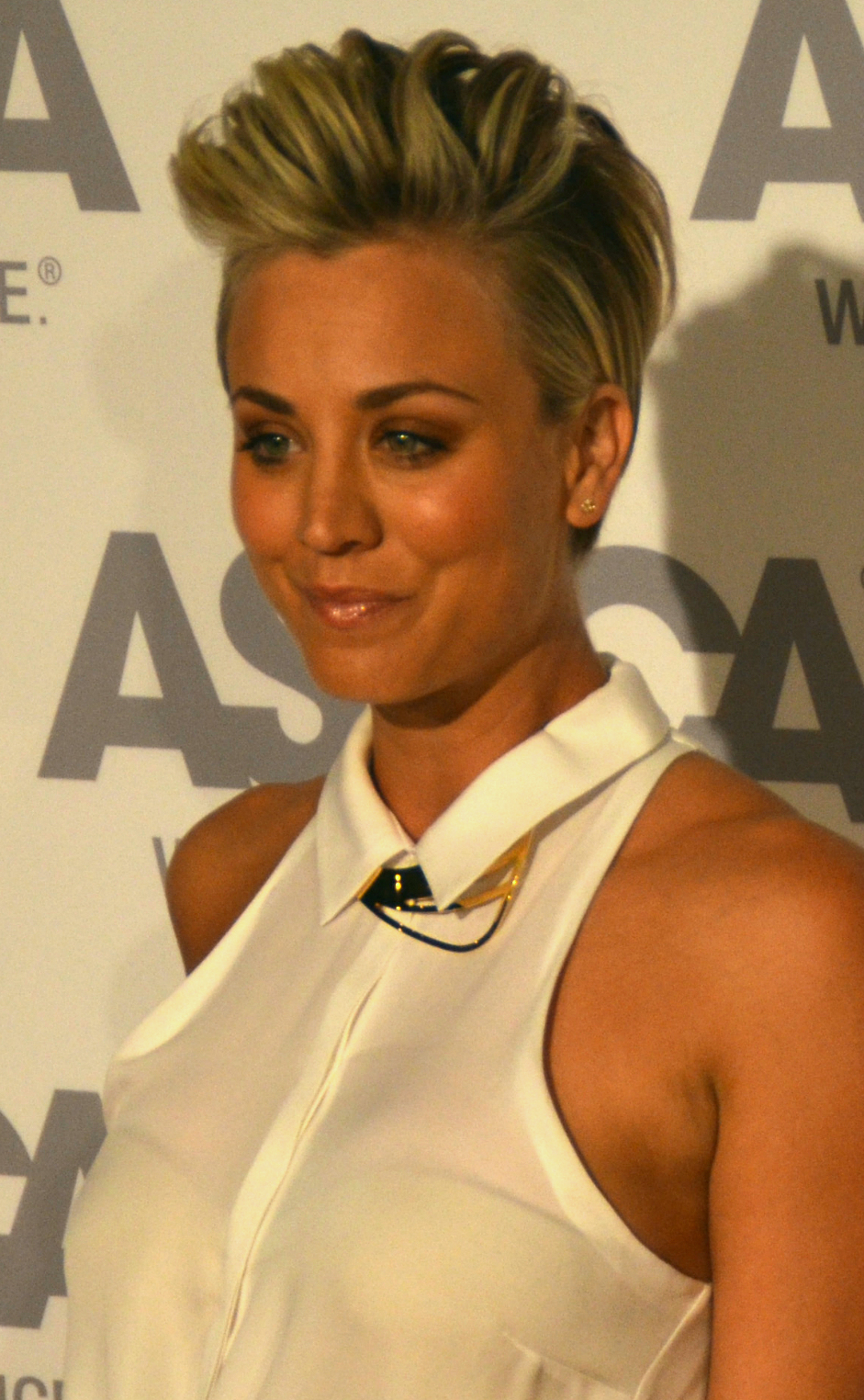
Cuoco în 2014

### Filme
| An   | Titlu                                  | Rol                  | Note      |
| ---- | -------------------------------------- | -------------------- | --------- |
| 1992 | Quicksand: No Escape                   | Connie Reinhardt     |           |
| 1995 | Virtuosity                             | Karin Carter         |           |
| 1997 | Picture Perfect                        | Little girl          |           |
| 1997 | Toothless                              | Lori                 |           |
| 1998 | Mr. Murder                             | Charlotte Stillwater |           |
| 2000 | Alley Cats Strike                      | Elisa Bowers         |           |
| 2000 | Growing Up Brady                       | Maureen McCormick    |           |
| 2000 | Can't Be Heaven                        | Teresa Powers        |           |
| 2003 | A Merry Mickey Celebration             | Rolul ei             |           |
| 2004 | Debating Robert Lee                    | Maralee Rodgers      |           |
| 2004 | Crimes of Fashion                      | Brooke Sarto         |           |
| 2004 | The Hollow                             | Karen                |           |
| 2005 | Lucky 13                               | Sarah Baker          |           |
| 2006 | Separated at Worth                     | Gabby                |           |
| 2006 | Wasted                                 | Katie Cooning        |           |
| 2006 | Bratz: Passion 4 Fashion – Diamondz    | Kirstee Smith        | Voce      |
| 2007 | To Be Fat like Me                      | Alyson Schmidt       |           |
| 2007 | Cougar Club                            | Amanda               |           |
| 2008 | Killer Movie                           | Blanca Champion      |           |
| 2010 | The Penthouse                          | Erica Roc            |           |
| 2011 | Hop                                    | Samantha O'Hare      |           |
| 2011 | The Last Ride                          | Wanda                |           |
| 2014 | Authors Anonymous                      | Hannah Rinaldi       |           |
| 2015 | The Wedding Ringer                     | Gretchen Palmer      |           |
| 2015 | Burning Bodhi                          | Katy                 | Completed |
| 2015 | Alvin and the Chipmunks: The Road Chip | Eleanor              | Voce      |

### Televiziune
| An        | Titlu                        | Rol                        | Note                                                                                  |
| --------- | ---------------------------- | -------------------------- | ------------------------------------------------------------------------------------- |
| 1994      | My So-Called Life            | Young Angela Chase         | Episodul: "Father Figures"                                                            |
| 1994      | Northern Exposure            | Miranda                    | Episodul: "Hello, I Love You"                                                         |
| 1996      | Ellen                        | Little Ellen Morgan        | Episodul: "The Bubble Gum Incident"                                                   |
| 2000      | Homewood PI                  | Lauren Crane               | Episodul: "Pilot"                                                                     |
| 2000      | Don't Forget Your Toothbrush | Ashley                     |                                                                                       |
| 2000–01   | Ladies Man                   | Bonnie Stiles              | 8 episoade                                                                            |
| 2001      | 7th Heaven                   | Lynn                       | Episodul: "Relationships"                                                             |
| 2002      | First Monday                 | Alyssa                     | Episodul: "Pilot"                                                                     |
| 2002      | The Ellen Show               | Vanessa                    | Episodul: "Shallow Gal"                                                               |
| 2002      | The Nightmare Room           | Kristin Ferris             | Episodul: "My Name is Evil"                                                           |
| 2002–05   | 8 Simple Rules               | Bridget Hennessy           | 76 de episoade                                                                        |
| 2004      | The Help                     | Carly Michaels             | Episodul: "Pilot"                                                                     |
| 2004      | Complete Savages             | Erin                       | Episodul: "For Whom the Cell Tolls"                                                   |
| 2004      | Punk'd                       | Rolul ei                   | Sezonul 3, Episodul 3                                                                 |
| 2004      | 10.5                         | Amanda Williams            | miniserial TV                                                                         |
| 2004–06   | Brandy and Mr. Whiskers      | Brandy Harrington          | Voce                                                                                  |
| 2005–06   | Bratz                        | Kirstee Smith              | Voce                                                                                  |
| 2005–06   | Charmed                      | Billie Jenkins             | 22 de episoade                                                                        |
| 2005–07   | Loonatics Unleashed          | Paula Hayes / Weather Vane | 3 episoade                                                                            |
| 2006      | Secrets of a Small Town      | Misty Anders               | Episodul: "Pilot"                                                                     |
| 2007      | Prison Break                 | Sasha Murray               | Episoadele: "The Message" și "Chicago"                                                |
| 2007–2019 | The Big Bang Theory          | Penny                      | Toate episoadele, excepție "The Desperation Emanation" și "The Irish Pub Formulation" |
| 2012      | Drew Peterson: Untouchable   | Stacy Peterson             | Film TV                                                                               |